# MEDUSA4
MEDUSA4 — 2- та 3-вимірна система автоматизації проектних робіт (САПР) та креслення, розроблена німецькою компанією CAD Schroer GmbH, яка спеціалізується в галузі машинобудування та будівництва, а також в галузі автомобілебудування та суміжних галузях.
Програма може працювати в різних операційних системах: Microsoft Windows, Sun Solaris, HP-UX, Linux.
MEDUSA (у версії для Linux) є альтернативою AutoCAD. Після появи безкоштовної ліцензії для персонального використання (як для Linux, так і для Windows) і завдяки потужним інструментальним засобам, стала однією з найбільш затребуваних САПР серед безкоштовного ПЗ.
MEDUSA4 заснована на платформонезалежному ядрі, яке разом з платформонезалежним графічним середовищем користувача (параметри налаштувань системи і клієнт-серверна взаємодія, яка ґрунтується на XML) надає велику гнучкість у виборі операційної системи. Версія для Linux з'явилася на початку вересня 2005 року.

Скріншот Medusa4 — Планування цеху

## Типи ліцензій
MEDUSA4 Personal — безкоштовна версія для приватного використання без будь-яких прихованих платежів. Запущена CAD Schroer в 2006 році. Користувач може використовувати MEDUSA4 Personal безкоштовно тільки для себе. Для отримання безкоштовної ліцензії необхідно зареєструватися. Ліцензія видається на 6 місяців, з можливістю необмеженого подовження через кожні 6 місяців. Обмеження: друк з водяними знаками, заблокована можливість зберігати в форматі DWG (За неї треба платити).
MEDUSA4 Advanced
- Повна 2D-функціональність
- Розвинена 3D-функціональність
- Перетягування сегментів
- Автоматичне обчислення лімітів
- Стандарти оформлення ANSI, BSI, DIN, JIS, ISO
- Показ ліній прихованих верхнім малюнком
- Висхідні та низхідні моделювання через використання блоків
- «Прив'язки», що дозволяють малювати без допоміжних ліній
- Параметричне малювання
- 50 DIN / EN / ISO вибірок з близько 35000 стандартними деталями, доступний сервіс оновлень
- Управління підшивками креслень
- Конвертування у формати DXF / DWG та імпорт / експорт файлів AutoCad
- Документування і керування даними
- Проектування електромереж
- Включення успадкованих даних шляхом застосування растрових технологій
- Програмування інтерфейсів
- Макрокоманди та вбудована мова програмування
- Підтримка стандартів плотерів під Solaris: HPGL, HPGL2, PostScript
- Підтримка стандартів плотерів під Windows: HPGL, WINPLOT
- JDBC-коннектор баз даних